# 'Ndrangheta in Piemonte

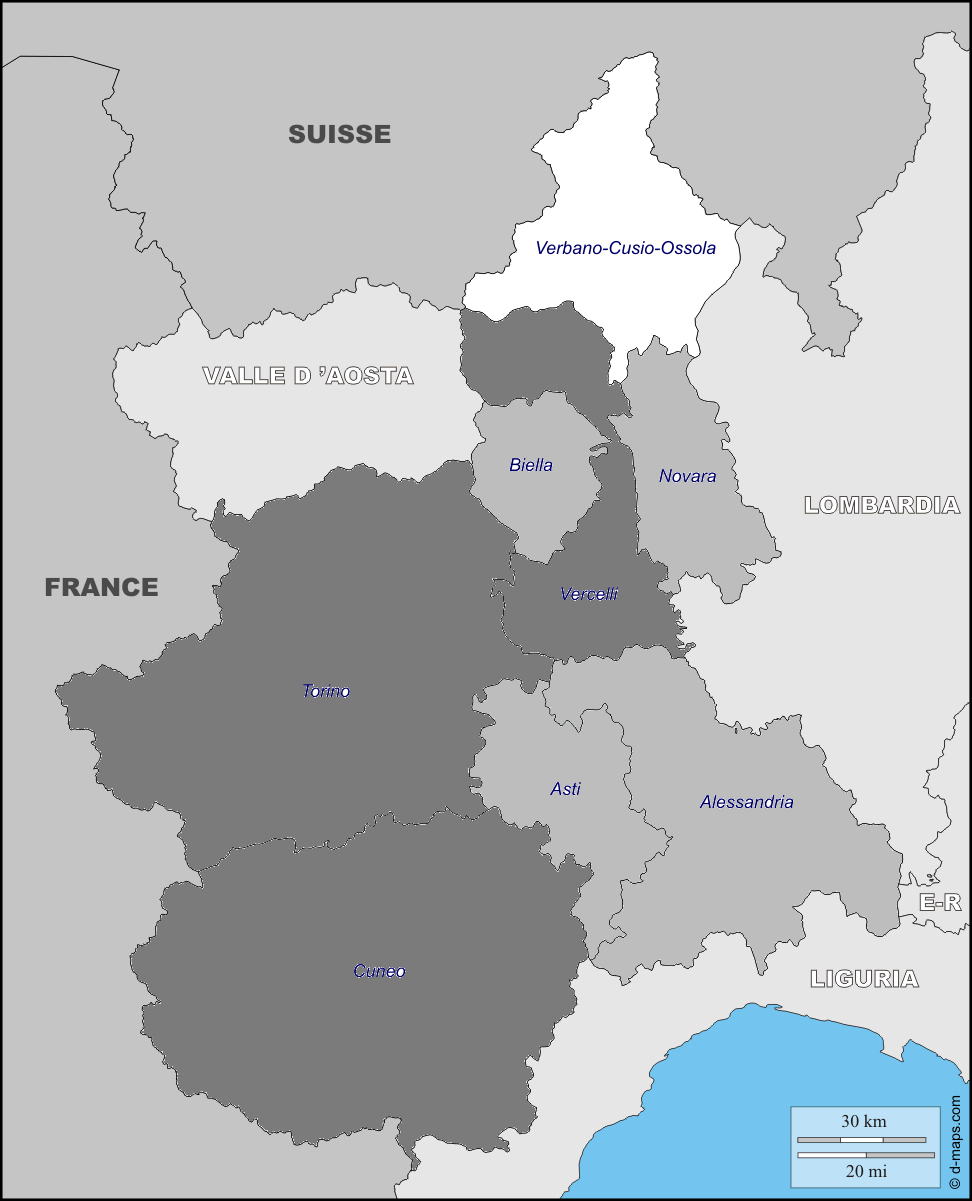
'ndrangheta in Piemonte per provincia. In grigio scuro le province con la presenza di locali, in grigio chiaro la presenza di 'ndrine

La presenza della 'ndrangheta in Piemonte’ si attesta fin dai primi anni '60 nel campo dell'edilizia, nel cosiddetto fenomeno del racket dei cantieri, del cottimismo, e dell'intermediazione abusiva di manodopera concentrato maggiormente nella zona di Bardonecchia e della Val di Susa.
Fu favorita dalla forte ondata migratoria, ma soprattutto da quella scellerata legge sul soggiorno obbligato d’inizio anni Sessanta: si trasferivano lontano dalla Sicilia e dalla Calabria i mafiosi, li si isolava e li si rendevano inoffensivi. Non aveva immaginato, il legislatore, che l’iniziativa sarebbe servita soltanto ad “esportare” la criminalità.
Bardonecchia è stato il luogo simbolo dell'antico radicamento mafioso al Nord. Il primo mafioso inviato al soggiorno obbligato al Nord Italia, a Bardonecchia, è stato Rocco Lo Presti nel lontano 1963, e cioè nel momento in cui s'intravedeva l'inizio di un eccezionale sviluppo edilizio mentre erano scarse le imprese di costruzione e manodopera locale. Lo Presti creó un piccola impresa edile a conduzione famigliare che iniziò a prendere piccoli appalti e successivamente appalti pubblici e si inserì così rapidamente nell'ambiente che conquistò una posizione di preminenza su tutte le altre imprese. Nel 1973 lo raggiunse il cugino Francesco Mazzaferro, anche lui inviato al soggiorno obbligato. Insieme domineranno il campo dell'edilizia in Val di Susa. Massicci casi di intermediazione e collocazione abusiva di manodopera, sfruttamento e decurtazione salariale, accompagnati da gravi atti di intimidazione catturarono ben presto l'attenzione della Commissione Parlamentare Antimafia che, attirata dai numerosi articoli sui giornali, mandò a Bardonecchia nel 1973, una delegazione presieduta da Pio La Torre, che accertò la presenza della criminalità organizzata nella località alpina, individuando in Rocco Lo Presti il boss mafioso
. L'allora questore di Torino, Emilio Santillo, scrisse un voluminoso dossier  sull'infiltrazione della 'Ndrangheta in Piemonte, che controllava l'edilizia con particolare riferimento alla figura di Lo Presti e dei suoi legami in affari con le famiglie siciliane degli Inzerillo-Gambino-Spatola-Di Maggio di Palermo e con i Gambino di New York. Si parlò di un intenso traffico d'armi e preziosi proveniente dalla Francia controllato da Lo Presti con il boss della mafia marsigliese Gaetano Tany Zampa e di due omicidi commessi, il cui mandante sarebbe stato Lo Presti. Grazie a questo dossier nel 1975 Lo Presti venne accusato di essere a capo del cosiddetto fenomeno del racket delle braccia e su richiesta del procuratore capo di Torino, Bruno Caccia, venne condannato a tre anni di confino sull'isola dell'Asinara.
Secondo la DNA successivamente si è estesa in vari altri settori dell'illegalità: estorsione, traffico di droga e di armi del gioco d'azzardo.
Le 'ndrine presenti sono: gli Ursino e i Belfiore di Gioiosa Jonica, i Lo Presti e i Mazzaferro di Marina di Gioiosa Jonica, i Commisso-Macrì di Siderno, i Morabito, i Bruzzaniti e i Palamara di Africo Nuovo, i Pesce e i Bellocco-Cacciola di Rosarno, i Summa, gli Agresta, i Trimboli e i Barbaro di Platì e infine i Vrenna e i Megna di Crotone che operano a Torino.

## Struttura
In Piemonte la 'ndrangheta è strutturata come in Calabria in 'ndrine che formano locali. Nel primo decennio del XXI secolo si viene a conoscenza nell'operazione delle forze dell'ordine Minotauro che anche esponenti della 'ndrangheta piemontese richiedono una Camera di controllo analoga a quella ligure e lombarda.

### Locali
In Piemonte vi sono insediate 14 locali di cui 9 nella Provincia di Torino.
| Locali in Piemonte                                                                      | Locali in Piemonte                                                                                   | Locali in Piemonte                                                            | Locali in Piemonte |
| Locale                                                                                  | 'ndrine                                                                                              | capo locale/società                                                           | note |
| --------------------------------------------------------------------------------------- | --- | ----------------------------------------------------------------------------- | --- |
| Locale di Torino                                                                        | Ursino, Belfiore, Aquino-Coluccio, Lo Presti-Ursino, Crea-Simonetti di Stilo e i Ruga di Monasterace |                                                                               | Ad oggi (gennaio 2012) è definito "passivo". Esso gestiva anche il "Crimine" di Torino e dintorni, cioè era responsabile di azioni illecite a beneficio di tutti i locali dell'area. |
| Locale di Siderno a Torino                                                              | Commisso, Cordì                                                                                      | Francesco Tamburi, Giuseppe Catalano (con dote superiore a quella di padrino) | Locale attivato dai Commisso |
| Locale di Natile di Careri a Torino                                                     | Cua-Ietto-Pipicella, Cataldo, Pelle, Carrozza                                                        | Saverio Napoli (Capo società)                                                 | Locale attivato dai Cua-Ietto-Pipicella |
| Locale di Carmagnola                                                                    | Bonavota                                                                                             | Salvatore Arone                                                               | Secondo gli inquirenti era attiva da decenni. |
| Locale di Chivasso                                                                      | Gioffrè-Santaiti, Pesce-Bellocco                                                                     | Pasquale Trunfio                                                              | Esistente almeno dal 1972, il processo Colpo di Coda ne conferma l'esistenza nel 2017. |
| Locale di Collegno                                                                      | | Francesco Tamburi                                                             | |
| Locale di Costigliole d'Asti                                                            | Catarisano-Stambè-Emma                                                                               | Rocco Zangrà                                                                  | Scoperto con l'operazione Barbarossa di maggio 2018. Sarebbero attivi nel traffico di droga e nelle estorsioni nonché infiltrazioni nelle società di calcio Asti Calcio, Pro Asti Sandamianese, Costigliole Calcio e Motta Piccola California, sono stati segnalati casi di omicidio e tentato omicidio.                                                              |
| Locale di Cuorgné                                                                       | Bruzzese, Ursino-Scali                                                                               | Bruno Iaria                                                                   | Fu attivato dai Bruzzese di Grotteria. |
| Locale di Giaveno                                                                       | |                                                                               | |
| Locale di Grugliasco                                                                    | | Francesco Tamburi                                                             | |
| Locale di Moncalieri                                                                    | Ursino-Scali, Aquino-Coluccio, Bonavota                                                              | Rocco Raghiele                                                                | Creata dagli Ursino |
| Locale di Nichelino                                                                     | Belfiore, Bonavota                                                                                   |                                                                               | Creata dai Belfiore. |
| Locale di Rivoli                                                                        | Ruga-Metastasio                                                                                      | Salvatore De Masi                                                             | Fu chiuso dopo l'arresto di Adolfo Crea e Aldo Cosimo Crea dei Ruga-Metastasio. |
| Locale di San Mauro Torinese                                                            | Crea-Simonetti, Lo Presti-Ursino                                                                     |                                                                               | Adolfo e Aldo Cosimo Crea esponenti di spicco (Operazione Big Bang del 2016) |
| Locale di San Giusto Canavese                                                           | Ursino-Scali, Raso-Albanese, Spagnolo-Varacalli                                                      | Natale Romeo                                                                  | Attivato dagli Spagnolo-Varacalli di Ciminà e Cirella di Platì. Ultima operazione: Cerbero del 2019. |
| 'Ndrina distaccata a Salassa, Rivarolo Canavese e Castellamonte, Ozegna, Favria e Front | | Antonino Occhiuto                                                             | |
| Locale di Santhià                                                                       | |                                                                               | |
| Locale di Volpiano                                                                      | Trimboli, Marando, Agresta, Barbaro                                                                  | Francesco Perre                                                               | In principio fu capo-locale Natale Agresta, poi Pasquale Marando, poi passò a Domenico Marando. Quando fu arrestato fu sostituito da Vincenzo Portolesi, poi passò a Francesco Costanzo, poi ad Antonio Agresta che fu capo locale fino all'operazione Minotauro, per ultimo Francesco Perre. Il locale fu attivato dai Barbaro. Ultima operazione: Cerbero del 2019. |
| Locale di Natile di Careri ad Alessandria                                               | Trimboli, Cua-Ietto-Pipicella                                                                        |                                                                               | Traffico di droga (Operazione Chiosco Grigio del 2009), il locale di 'ndrangheta viene citato anche da Rocco Varacalli nel 2012. |
| Locale del Basso Piemonte                                                               | | Bruno Francesco Pronestì                                                      | Rivelato dall'operazione Maglio-Albachiara, è collegato alle 'ndrine dei Raso, Gullace, Albanese, di Cittanova e operanti in Liguria. |
| Locale di Bra                                                                           | Luppino                                                                                              |                                                                               | Salvatore e Francesco Luppino sono due esponenti di spicco della locale |
| Locale di Livorno Ferraris                                                              | Aquino-Coluccio                                                                                      | Pasquale Maiolo                                                               | Il processo Colpo di Coda ne conferma l'esistenza nel 2017. |

## Storia
In Piemonte la 'Ndrangheta è presente e molto ben ramificata in tutte le province fin dagli anni '60, e in vari settori dell'illegalità: edilizia, prostituzione, estorsione, traffico di droga e di armi, gioco d'azzardo e imprenditoria.

### Anni '60

#### L'omicidio Timpano
Nel dicembre del 1969 a Exilles lungo la statale della Val di Susa viene trovato il cadavere di Vincenzo Timpano, appena arrivato da Grotteria. È stato ucciso dal cognato Giuseppe Oppedisano, che a sua volta è cognato di Rocco Lo Presti. Il cadavere è stato cosparso di benzina e dato alle fiamme. Viene trovata sul luogo del delitto l'Alfa Romeo 1750 di proprietà di Lo Presti. Oppedisano confessa, ma non rivelerà mai il movente. Lo Presti, ha invece un alibi inattaccabile. Era in volo su un aereo verso il sud Italia.

#### L'omicidio D'Aguanno
Nel giugno del 1970 viene trovato a Moncalieri in una discarica abbandonata il cadavere di Luigi D'Aguanno, un ricettatore appena uscito di galera. Qualcuno dice che abbia pagato con la vita una soffiata alla polizia. Viene fermato per l'omicidio Carmine Messina a bordo dell'auto di proprietà di Rocco Lo Presti. Anche questa volta, come per l'omicidio Timpano, Lo Presti, risulta essere in volo su un aereo diretto in Calabria.

### Anni '70

#### La strage del 1⁰ maggio
Il 1º maggio 1971 è la Festa dei Lavoratori. Ottomila torinesi sono in piazza Vittorio Veneto a Torino per la tradizionale sfilata. In un bar sotto i portici alcuni immigrati calabresi parlano sottovoce. Stanno discutendo con Carmelo Manti, intonacatore cottimista. All'improvviso il Manti si alza, estrae una pistola, spara e uccide i quattro compaesani e si confonde tra la folla. Lascia a terra Domenico Parisi, Giuseppe Prochilo, Alfredo Muoio e Franco Maltraversi. Sono "mercanti di braccia" che esigono il pagamento della tangente. Deve loro quasi 2 milioni di lire. Giuseppe Prochilo, boss del racket dell'edilizia è il luogotenente di Rocco Lo Presti. La strage del 1º maggio alza il velo e rompe il fronte di omertà sul racket dell'edilizia. Arrestato e interrogato dal giudice, il Manti, rivela ogni segreto sul racket. Racconta di appalti e subappalti, cottimismo, sfruttamento, tangenti. Torino scopre un'organizzazione germogliata sulla miseria e sulla sofferenza di tanti immigrati. Rivela i nomi dei boss che controllano il racket. Tra i nomi c’è anche quello di Rocco Lo Presti.

#### Il tentato omicidio di don Mico Tripodo
Il 15 ottobre 1973, due killer sparano ad Avigliana il boss della 'Ndrangheta calabrese don Mico Tripodo, che si era allontanato dal soggiorno obbligato di Fondi in provincia di Latina. Mancano la vittima ma feriscono la moglie e il figlio. La presenza di Tripodo era frequentemente segnalata a Bardonecchia.

#### Il locale di Chivasso, l'assalto al banco di Roma a Volpiano e l'inizio della stagione dei sequestri
Le prime prove accertate sono datate 1972, quando un affiliato, ora pentito, ha fatto richiesta formale di aderire al locale di Chivasso, in provincia di Torino. Tra il 1977 e il 1978 viene assaltato dalle 'ndrine per ben due volte il banco di Roma di Volpiano, comune della provincia di Torino.

#### Il sequestro-omicidio Ceretto
Il Piemonte fu inoltre, toccato dalla stagione dei sequestri. Tra gli anni '70 e gli anni '80 sono stati registrati 37 casi di sequestri di persona e precisamente tra il 1973 e il 1984. Uno dei più clamorosi sequestri di persona compiuti dalla 'Ndrangheta in Piemonte negli anni settanta per il triste epilogo, fu il sequestro-omicidio di Mario Ceretto, un ricco industriale di Cuorgnè, rapito la sera del 23 maggio 1975 e ritrovato morto una settimana più tardi in un campo abbandonato a Orbassano. Verrà arrestato come uno dei mandanti Rocco Lo Presti. 
Assolto in primo grado, verrà condannato in appello a 26 anni di reclusione. Ma nel dicembre del 1982 la Cassazione annulla clamorosamente per irregolarità la sentenza, e rinvia gli atti alla Corte d'appello di Genova e il giudizio si conclude con un'assoluzione per insufficienza di prove, escludendo Lo Presti definitivamente da ogni coinvolgimento nel caso Ceretto. Anni più tardi si scoprirà che non è stata del tutto casuale questa decisione da parte della Suprema Corte. Rocco Lo Presti avrebbe dato, all'archivista del Vaticano, monsignor Don Simeone Duca, 30 milioni di lire per una sua intercessione presso il magistrato della Corte di Cassazione.

#### La faida di Ciminà arrivò anche in Piemonte
In Piemonte negli anni '70 arrivò anche la faida di Ciminà tra le famiglie Barillaro-Zucco e le famiglie Varacalli-Franco-Polifroni-Spagnolo, con la decimazione della famiglia Zucco. L'8 luglio 1977, tre killer incappucciati e armati di lupara giustiziano, in un bar a Torino, Giuseppe Zucco. Il 14 novembre 1981 è la volta del fratello Rocco. Per l'omicidio di Rocco Zucco, i killer imbottiscono di dinamite il furgone della vittima facendolo saltare per aria. Il 19 ottobre 1982 viene assassinato Antonio Zucco, l'ultimo dei fratelli. I fratelli Zucco erano strettamente legati al boss di Bardonecchia, Rocco Lo Presti.

### Anni '80

#### L'arresto di Mario Ursini e l'omicidio del procuratore Bruno Caccia
Nel 1982 venne arrestato in Piemonte Mario Ursini, capobastone dell'omonima cosca, sul cui conto si diceva: "Non muove foglia senza che Ursini voglia".
Il 16 giugno 1983, viene ucciso il procuratore della Repubblica di Torino Bruno Caccia. Viene arrestato e condannato all'ergastolo come mandante dell'omicidio, Domenico Belfiore, capo indiscusso, in quel momento, dell'omonima famiglia di 'Ndrangheta, operante a Torino. Nel 2017 dopo 34 anni dall'omicidio del giudice Bruno Caccia verrà arrestato e condannato anche all'ergastolo Rocco Schirripa di Gioiosa Ionica come uno degli esecutori materiali del delitto

#### Il traffico di droga con i catanesi
Negli anni '80 a Torino le famiglie catanesi dei Miano e dei Finocchiaro si rifornivano di droga da Angelo Epaminonda, capo dei cosiddetti Cursoti, e successivamente la rivendenvano alle 'ndrine torinesi. 
Quando queste si appoggiavano al locale di Gioiosa Ionica a cui facevano riferimento le famiglie dei Belfiore e degli Ursino-Macrì; queste contrattavano la droga con i siciliani dei Cuntrera-Caruana residenti in Venezuela.

#### Omicidio Pasquale Cananzi
Il 19 novembre 1983 viene ucciso a Torino, Pasquale Cananzi, antiquario, ricettatore, usuraio, amico di malavitosi. Verranno accusati dell'omicidio i Belfiore

#### La strage di San Martino a Chivasso
L'11 novembre 1987 in un circolo Arci alla periferia di Chivasso, vengono uccisi: Giovanni Marra, Salvatore Bonfante e Fortunato Verduci. Abbattuti come nella più cruenta sceneggiatura di un film noir, da un commando di sicari. Una strage, che i giornali presentarono come un clamoroso regolamento di conti per il controllo dello spaccio di eroina. Anni più tardi si scoprirà che il bagno di sangue era stato deciso per punire Marra, azzardatosi a sparlare nel giro della mala di una sorella del boss Salvatore Belfiore.

### Anni '90

#### L'uccisione dei fratelli Trunfio
Nel gennaio 1992 viene ucciso a Torino con 5 colpi al petto, il pluripregiudicato calabrese Domenico Trunfio. Un malavitoso di medio calibro, molto conosciuto negli ambienti delle scommesse e del Totonero. Nel novembre del 1992 verrà ucciso anche il fratello Giuseppe Trunfio, conosciuto come "Spizzichino". Accusato come mandante Salvatore Belfiore.

#### L'omicidio di Saverio Saffioti
Nel 1992 due killer uccidono in piazza Campanella a Torino Saverio Saffioti, considerato un boss del Totonero gestito dai calabresi. Accusato come mandante Salvatore Belfiore.

#### L'arresto di Renato Macrì
Il 25 febbraio 1992, viene arrestato in Francia, vicino a Cannes, Renato Macrì, nipote di Mario Ursini ed elemento di spicco dell’omonimo clan trapiantato in Piemonte. Macrì stava cercando di far entrare in Italia 70 chili di cocaina.

#### L'arresto di Giuseppe Ursino
Nel 1993 viene arrestato a Bardonecchia il nipote di Rocco Lo Presti, Giuseppe Ursino (1968), assieme ad altre quindici persone per traffico d'armi e droga. Vengono coinvolti e arrestati anche esponenti dei clan Cataldo di Locri e dei Commisso di Siderno.

#### L'operazione Riace, lo scioglimento del Consiglio comunale di Bardonecchia, la faida Marando-Stefanelli e la costruzione del centro commerciale Le Gru
Negli anni '90 ha luogo nella regione l'operazione Riace delle forze armate. Nel 1995 viene sciolto il Consiglio comunale di Bardonecchia per infiltrazioni mafiose, primo caso al Nord Italia, e viene arrestato Rocco Lo Presti, storico boss mafioso di Bardonecchia e della Val di Susa.
Nel 1994 vengono sequestrati dalla distretto antimafia di Torino 5 tonnellate di droga alla cosca dei Piromalli e dei Belfiore, la droga proveniva dal Brasile, passò dal porto di Genova e giunse a Borgaro.
Con il primo decennio del XXI secolo si è venuti a conoscenza di collaborazione con la criminalità bulgara per il traffico di stupefacenti.
A cavallo tra il 1992 e il 2006 secondo la DIA alle mafie, tra cui la 'Ndrangheta sono stati sequestrati beni per 4,3 miliardi di euro, mentre il valore delle confische è stato di 744 milioni.

#### Rocco Varacalli si pente
Il 16 Ottobre 2006 si pente Rocco Varacalli, primo pentito della 'Ndrangheta in Piemonte
.

#### La scomparsa del nipote di Mario Ursini
L’8 aprile 2009, scompare a Torino, in circostanze misteriose, Rocco Vincenzo Ursino, nipote del boss Mario Ursini. La sua auto verrà trovata abbandonata in un parcheggio a Mappano, vicino a Caselle. Gli inquirenti pensano che sia stato eliminato, per un debito di droga. Il corpo di Ursino non verrà mai più ritrovato.

### Anni 2000

#### Operazione Bardo
Nel 2003, alla vigilia dei Giochi olimpici del 2006, s'inizia a parlare di appalti in Val di Susa. I lavori suscitano l'interesse del clan Lo Presti. Arrivano le prime minacce. Il direttore dei lavori dell’autostrada Torino – Bardonecchia (A32) e i dirigenti dell'Agenzia Torino 2006 ricevono per posta buste con proiettili. Gli Ursino, nipoti di Rocco Lo Presti, riescono a corrompere un ispettore di polizia che li informa sulle indagini e fornirà loro uno scanner per trovare microspie. Nell'aprile 2004 gli Ursino avvicineranno un politico per tentare di ottenere i finanziamenti Ue e metteranno su un giro di usura milionario che si estende da Bardonecchia a Torino. Tra le vittime strangolate dall'usura, vi è un noto personaggio politico dell'ex Psi, che denuncia l'organizzazione, nel.2006 viene arrestato per usura Rocco Lo Presti assieme ai nipoti, i fratelli Luciano e Giuseppe Ursino. Finiscono in manette 15 persone e 14 indagati. Imprenditori e artigiani strangolati con interessi al 120%. In alcuni casi l'organizzazione rileva una quota delle imprese in crisi che si rivolgono ad essa, per poi arrivare a controllare tutte le quote a causa dell'impossibilità dei creditori di far fronte ai pagamenti.

#### L'operazione Chiosco Grigio
Il 10 febbraio 2009 si conclude l' operazione Chiosco Grigio. del GICO della Guardia di Finanza di Catanzaro ed iniziata nel 2007 che riguarda un traffico di droga internazionale dalla Colombia, passando per la Spagna e finendo in Piemonte, Lombardia, Lazio e Campania. Prende il nome dal luogo in cui, abitualmente, alcuni degli indagati si davano appuntamento per spartirsi i proventi del traffico di cocaina del Nord Italia: il luogo era Alessandria e il colore grigio ha origine dai colori sociali della squadra di calcio della città. L'organizzatore è Domenico Trimboli, detto Pasquale, nato a Buenos Aires il 23 luglio 1954, residente ad Alessandria e legato alle locali di Natile di Careri attive a Torino ed Alessandria.

### Anni 2010 - Le operazioni Crimine, Minotauro, Maglio-Albachiara e lo scioglimento di Leini e Rivarolo Canavese

#### L'operazione Crimine - 2010
Con l'operazione Crimine del 2010 si scopre un reclamo da parte degli affiliati alle locali piemontesi della necessità di una sovrastruttura (come la Lombardia nell'omonima regione) ovvero di una loro Camera di controllo. I sequestri erano di 2 milioni di euro totali, a oggi gli arrestati condannati sono 96 su 124 per un totale di 500 anni di reclusione con le accuse di porto illegale di armi, usura, prostituzione e tentati omicidi.

#### L'operazione Minotauro - 2011
Il 9 giugno 2011 dopo 5 anni si conclude l'operazione Minotauro, equivalente per valore e portata a "Infinito" per la Lombardia dell'anno precedente, che porta all'arresto di ben 151 persone affiliate alla 'Ndrangheta e porta alla luce l'esistenza di 9 locali nel territorio piemontesi, nonché gli intrecci tra criminalità e politica a tutti i livelli. Fra gli arrestati ci sono il pentito Rocco Varacalli e vari boss della mafia.

#### L'operazione Maglio-Albachiara - 2011
Il 21 giugno 2011 con l'operazione Maglio-Albachiara seguono altri 19 arresti legato a una locale del Basso Piemonte: Alba, Sommariva Bosco, Asti, Alessandria e Novi Ligure. Il capo locale è Bruno Pronestì di Bosco Marengo. Tra gli altri viene arrestato anche il consigliere comunale di Alessandria, non per concorso esterno, ma per affiliazione diretta con la dote di "picciotto". Per il gip Giuseppe Salerno, che ha convalidato gli arresti dell'operazione “Maglio”, la presenza di un politico e uomo delle istituzioni, anche se in un gradino basso della piramide criminale, “rappresenta più di altri un concreto pericolo per la libertà e la democrazia”.

#### Lo scioglimento di Leini e Rivarolo Canavese - 2012
Il 23 marzo 2012 il comune di Leini viene sciolto per 'ndrangheta: si tratta del secondo comune del Piemonte.
Il 22 maggio 2012 viene sciolto per 'ndrangheta anche il comune piemontese di Rivarolo Canavese.

#### L'operazione Colpo di coda: la massoneria deviata e le elezioni comunali di Chivasso - 2012
Grazie a questa operazione viene anche scoperta l'esistenza del locale di Livorno Ferraris, in provincia di Vercelli.
Il capobastone piemontese Giuseppe Catalano agli arresti domiciliari si dissocia dall'organizzazione criminale di cui aveva fatto parte per tutta la vita, ma senza pentirsi e si suicida, buttandosi dal balcone. Dagli altri viene considerato comunque un traditore e al suo funerale non si presenta nessuno dei suoi ex sodali.

#### L'operazione San Michele: la 'ndrina del crotonese a Volpiano - 2014
Il 1º luglio 2014, dopo 3 anni di lavoro si conclude l'operazione dei carabinieri San Michele che porta all'arresto di 20 presunti affiliati della 'ndrina distaccata dei Greco di San Mauro Marchesato e di elementi del locale di Volpiano. Tra questi il presunto capo del locale di Volpiano: Angelo Greco, residente a Venaria Reale. Sono accusati di estorsione, intimidazione, turbativa d'asta.
L'operazione svelerebbe anche il Crimine di Torino, un sovrastruttura delle locali presenti a Torino. 
Erano riusciti ad ottenere una cava tra Chiusa di San Michele e Sant'Ambrogio sia per il cantiere della TAV che per depositare illecitamente rifiuti pericolosi. Erano riusciti ad ottenere l'appalto per la ristrutturazione della galleria Prapontin (autostrada Torino Bardonecchia), i lavori di pulizia e di sgombero neve della A 32 e dell'aeroporto di Caselle.
Il 21 dicembre 2016 si conclude il primo grado dell'omonimo processo che porta a 6 condanne e 3 assoluzioni.

#### Le sentenze della Cassazione del 2015
Il 23 febbraio 2015 la Corte di cassazione conferma la colpevolezza di 50 affiliati alla 'ndrangheta in Piemonte arrestati durante l'operazione Minotauro e conferma quindi l'esistenza dell'organizzazione criminale nella regione con una presenza struttura in 8 locali nella Provincia di Torino.
Il 4 marzo 2015 si conclude in Cassazione anche il processo scaturito dall'operazione Albachiara (nata dalle operazioni Patriarca, Hera, Infinito e Maglio) e condanna le 19 persone inquisite, nonché conferma l'esistenza di una locale di 'ndrangheta nel basso Piemonte, operante in un vasto territorio esteso da Alba e Sommariva Bosco, passando da Asti, fino a Bosco Marengo e Novi Ligure.

#### Le operazioni del 2016 - Il terzo valico
Il 14 gennaio 2016 i carabinieri portano a termine l'operazione Big bang che permette di arrestate 20 persone tra Torino e la Provincia di Reggio Calabria, accusati di traffico di droga, gestione di bische clandestine, estorsione e usura tra cui Adolfo e Aldo Cosimo Crea considerati i capi dell'organizzazione e aventi la dote di padrino nella 'ndrangheta e già arrestati nel 2011 durante l'operazione Minotauro, liberati rispettivamente nel 2015 e nel 2014.
Con la conclusione dell'operazione Alchemia della DDA di Reggio Calabria e della SCO di Roma del 19 luglio 2016 si viene a conoscenza della presunta intromissione delle 'ndrine di Cittanova dei Gullace-Raso-Albanese e Parrello-Gagliostro negli appalti del Terzo Valico in Liguria e Piemonte (provincia di Alessandria) per la costruzione del Terzo Valico dei Giovi ad alta velocità Genova-Milano. Risultano indagati il senatore Antonio Caridi e il vicepresidente del consiglio regionale della Calabria Francesco D'Agostino.
26 ottobre 2016: Operazione Arka di Noè della GdF di Genova relativa agli appalti del Terzo Valico dei Giovi. "È stata accertata la turbativa d'asta riguardo ad appalti connessi ad alcuni tronconi, sono stati accertati alcuni episodi corruttivi che riguardano alcuni funzionari del Cociv (general contractor dell'opera) ed episodi di concussione consistiti nell'imporre una rete di imprese agli appaltatori principali che doveva scalzare altre ditte non gradite anche  attraverso intimidazioni tipiche della criminalità organizzata e mafiosa.". Così il procuratore capo di Genova, Francesco Cozzi, illustra alla stampa l'operazione "Arka di Noè" che ha interessato le province di Alessandria e Genova.

#### 2017 - 'ndrangheta e il caso Juventus
A marzo 2017 scoppia il caso sui rapporti tra alcuni dirigenti della società calcistica Juventus, tra cui Andrea Agnelli ed esponenti della 'ndrangheta piemontese (i Pesce), in particolare Rocco Dominello che è stato anche capo-ultra del gruppo "I drughi", per la vendita di biglietti per le partite di calcio attraverso la pratica del bagarinaggio. Nasce così un'indagine sportiva della procura federale della FIGC.
Il 30 giugno 2017 si conclude il processo Alto Piemonte in cui vengono condannati Saverio (ora dissociatosi dalla 'ndrangheta) e Rocco Dominello, con 12 anni e due mesi di carcere al primo e sette anni e nove mesi al secondo per aver fatto da intermediari all'attività di bagarinaggio delle partite della Juventus a Torino.
Il 15 settembre riprende il processo sportivo della FIGC in cui sono accusati di aver commesso illeciti con gli ultra Andrea Agnelli, il security manager Alessandro d'Angelo, il responsabile della biglietteria Stefano Merulla e l'ex direttore commerciale Francesco Calvo. Andrea Agnelli viene condannato ad una squalifica di un anno, di cui sconta 3 mesi, fino a quando il 19 dicembre 2017 la corte federale d'appello della FIGC decide di far terminare la squalifica e lo obbliga a pagare 100.000 euro e sanziona la società Juventus per 600.000 euro.
A dicembre una relazione tra calcio e criminalità organizzata della Commissione parlamentare antimafia afferma che la 'ndrangheta a Torino si sarebbe inserita come intermediaria tra la società sportiva ed il bagarinaggio gestito dagli ultras della Juventus.
Riferisce inoltre che anche in tifoserie come quelle di Catania e Napoli, i capi ultras sono dei mafiosi o sono vicini a quegli ambienti mentre in altre tifoserie come quelle del Genoa, agiscono mutuando modalità mafiose.

#### Operazione Barbarossa tra Asti e Alba - 2018
Il 3 maggio 2018 si conclude l'operazione Barbarossa del Nucleo Investigativo del Comando Provinciale Carabinieri di Asti, in cui viene svelata l'esistenza di una struttura periferica della 'ndrangheta, denominata locale, con influenza nel territorio di Asti ed Alba, formata dalle famiglie Catarisano, Emma e Stambè. Ai vertici dell'organizzazione si colloca Rocco Zangrà, quale punto di riferimento per la 'ndrangheta del vibonese e del reggino in Calabria. Sono accusati di estorsione, associazione mafiosa, traffico di droga e armi. Infiltrazioni anche nell'Asti Calcio.

#### 2019 - Operazione Carminius, Cerbero e l'arresto dell'assessore regionale
Il 18 marzo 2019 si conclude l'operazione Carminius contro un sodalizio di 'ndrangheta riconducibile ai Bonavota composto da 16 persone operante nella provincia di Torino, in particolare a Carmagnola e Moncalieri e Vibo Valentia almeno dal 2012. Sono accusati a vario titolo di traffico di droga, gestione illecita di slot machine, fatture false e associazione mafiosa. Il 4 ottobre 2019 viene arrestato anche Alessandro Longo che dall'inchiesta Carminus si era dato latitante. Il 2 ottobre 2019 vengono arrestate altre 24 persone accusate a vario titolo di associazione mafiosa, traffico di stupefacenti, trasferimento fraudolento di valori, estorsione ed emissione di fatture per operazioni inesistenti.
Il 5 novembre 2019 si conclude l'operazione Cerbero, nata da Minotauro, condotta dai Carabinieri che ha portato all'arresto di 56 persone presunti affiliati (di 64 richieste di custodia cautelare) o favoreggiatori delle locali di Volpiano e San Giusto Canavese delle 'ndrine dei Barbaro, Agresta, Assisi e Catanzariti. Sono accusati a vario titolo di traffico internazionale di droga attraverso la Spagna per l'hashish e approvvigionandosi in Brasile attraverso i porti del Nord Europa, di riciclaggio, della gestione illecite di scommesse per Eurobet e trasferimento fraudolento di valori.
Vengono anche sequestrati oltre 80 chili di droga tra cocaina e marijuana che venivano spacciati da pusher africani nel quartiere Barriera di Milano che faceva anche da centrale operativa. Tra i ricercati ci sono anche Nicola e Patrick Assisi che si risiederebbero a San Paolo.
Il 20 dicembre 2019 nell'operazione Fenice vengono arrestate tra Torino e Carmagnola 8 persone accusate a vario titolo di associazione mafiosa e reati fiscali, tra gli arrestati un imprenditore di Moncalieri e l'assessore regionale di Fratelli d'Italia Roberto Rosso accusato di scambio elettorale politico-mafioso; durante le elezioni regionali del 2019 avrebbe chiesto il voto a membri dei Bonavota di Carmagnola, in particolare Onofrio Garcea, pagando 15.000€. A seguito dell'operazione Rosso si dimette dal suo incarico
.

### 2020
L'11 ottobre 2020 la Policia Nazional e la polizia di stato arrestano a Barcellona (nel quartiere Diagonal Mar) con mandato di arresto europeo il presunto narcotrafficante Vittorio Raso, appartenente al clan guidato dai fratelli Adolfo e Cosimo Crea, con dote di Vangelo dopo due anni di latitanza. Sembrerebbe che dopo un periodo passato a Malaga si fosse mosso verso la città catalana per prendere un volo per il Brasile.
Viene rilasciato già il 15 ottobre in quanto essendo accusato anche di usura, per questa accusa la Audiencia Nacional (giustizia spagnola) prevede che non ci sia detenzione a causa delle misure intraprese contro la Pandemia di Covid-19.

## Amministrazioni comunali sciolte
- Bardonecchia
- Leini
- Rivarolo Canavese

## Presenza della 'ndrangheta per provincia

### Provincia di Torino

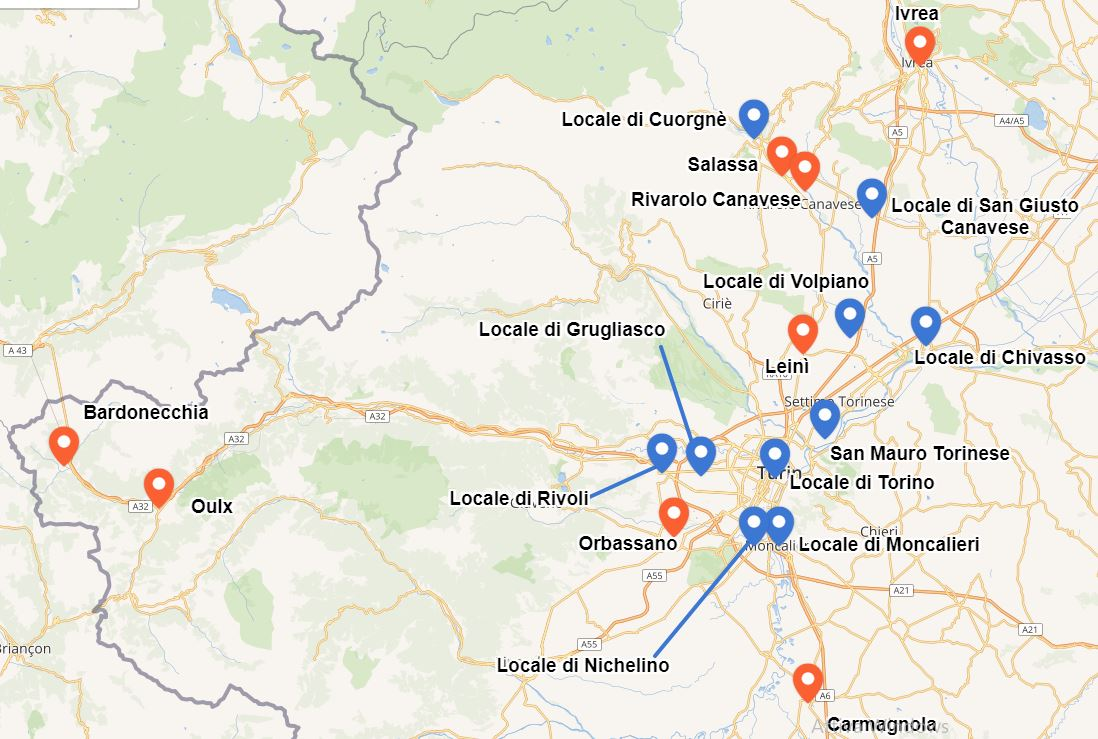
'ndrangheta in provincia di Torino (2017), In blu le locali, in arancione la presenza delle 'ndrine

#### Anni '50 e '60 Val Susa e Volpiano
Bardonecchia e la Val di Susa sono da sempre considerate il regno dei Lo Presti e dei Mazzaferro. Il comune di Volpiano fino agli anni '60, come Torino e provincia, erano dominati dai clan mafiosi catanesi. Quando arrivarono i primi 'ndranghetisti negli anni '50 a poco a poco poterono farsi strada grazie alle prime confessioni dei pentiti siciliani che contribuirono a decapitare le organizzazioni e a lasciare spazio agli Agresta, i Marando e i Trimboli che già dagli anni '60 colonizzarono il paese. Analogamente a Corsico e a Buccinasco in provincia di Milano, Volpiano è stata ribattezzata la "Piccola Platì".

#### Oggi operazione Colpo di Coda e Cerbero
(Il procuratore nazionale antimafia Federico Cafiero De Raho, Operazione Cerbero del 2019)
A seguito delle operazioni Minotauro e Colpo di Coda conclusesi nel 2012 che hanno anche colpito le consorterie di Chivasso vengono registrate le attività criminali dei Gioffrè-Ilacqua in azione espansiva fino al 2017.
Il 1º luglio 2014 i Carabinieri del Ros scoprono il sodalizio tra la 'ndrina distaccata dei Greco, l'imprenditore Giovanni Toro e di Ferdinando L. di ItalCoge che cercava di ottenere appalti per relativi agli scavi e al trasporto nel cantiere dell'alta velocità di Chiomonte. Il 5 luglio 2018 vengono arrestati Domenico Greco, Roberto Greco e Domenico Maida a seguito della condanna definitiva della corte di cassazione per il processo San Michele istituito nel 2011 nei confronti della 'ndrina distaccata di San Mauro Marchesato attiva nella regione piemontese.
Il 20 novembre 2014 al capo-società Giuseppe Fazari, affiliato ai Pesce-Bellocco, del locale di San Giusto Canavese vengono sequestrati 3 beni immobili.
Il 21 ottobre 2015, durante l'operazione Hunters, a Torino e Nichelino vengono eseguiti 13 arresti per traffico di droga, usura e intestazione fittizia di beni. I ricavi degli illeciti venivano utilizzati anche per aiutare i familiari dei boss arrestati durante l'operazione Minotauro del 2011.
Il 22 novembre 2017 vengono arrestate 12 persone riconducibili alla 'ndrangheta piemontese, che operava insieme ad alcuni latitanti residenti in Spagna nel traffico di droga, uno dei quali Rocco Piscioneri a Huelva. Tra gli arrestati figura: Bruno Trunfio figlio di Pasquale Trunfio, presunto capo-locale di Chivasso. Le operazioni avvenivano almeno dal 2014 quando fu arrestato a Malaga un uomo di Piscioneri.
Il 1º marzo 2018 vengono arrestati, Giuseppe Ursino (1968), nipote del defunto boss mafioso di Bardonecchia, Rocco Lo Presti, elemento rappresentativo della locale di San Mauro Torinese ed Ercole Taverniti accusati di associazione mafiosa ed estorsione. Vengono inoltre sequestrate tutte le attività commerciali riconducibili ad Ursino. Il bar Mambo Cafè di Torino, il ristorante Lettera 22 di Alpignano e la pizzeria Tre Torri di Bardonecchia.
Il 12 marzo 2018 vengono sequestrati beni immobili riconducibili a Giovanni Iaria (deceduto nel 2013) del Locale di Cuorgnè e del valore di 9 milioni di euro e ottenuti sin dagli anni '70 attraverso operazioni di riciclaggio.
Il 24 aprile 2018 il procuratore generale del Piemonte Francesco Saluzzo, all'interno dell'inchiesta Minotauro definisce come "ala deviata del PD" i rapporti risalenti al 2010 tra 2 esponenti del PD in Piemonte e di Salvatore De Masi, capo-locale di Rivoli nonché candidato al ruolo di leader per la costruenda "camera di controllo" piemontese che avrebbe gestito i rapporti tra le locali del territorio e la Calabria.
Il 3 maggio 2018 la stampa rivela che già dal 23 aprile per la prima volta in Piemonte vengono condannati al 41bis 2 persone: Adolfo e Aldo Cosimo Crea, già in carcere dal 2016 a seguito dell'operazione e del processo Big Bang, sono esponenti di spicco del Locale di San Mauro Torinese.
Il 5 giugno 2018 la DIA di Torino confisca beni del valore di oltre 1 milione di euro a Francesco Ietto, della 'ndrina dei Testa Grossa e organico al locale di Natile di Careri. Anche agli arresti domiciliari continuava a riciclare denaro, reato per cui fu già arrestato nel 2015 con l'operazione Panamera.
Il 29 novembre 2018 si conclude il processo contro i fratelli Crea condannandoli a 4 anni e 5 mesi di carcere Adolfo e a 4 anni e 8 mesi Aldo Cosimo, poi a 6 anni e 9 mesi Giuseppe Ursino, nipote di Rocco Lo Presti, accusato di intestazione fittizia di beni, tra cui attività a Bardonecchia, Alpignano e Torino.
Il 18 marzo 2019 si conclude l'operazione Carminius contro un sodalizio di 'ndrangheta riconducibile ai Bonavota composto da 16 persone operante nella provincia di Torino, in particolare a Carmagnola e Moncalieri e Vibo Valentia almeno dal 2012. Sono accusati a vario titolo di traffico di droga, gestione illecita di slot machine, fatture false e associazione mafiosa. Il 4 ottobre 2019 viene arrestato anche Alessandro Longo che dall'inchiesta Carminus si era dato latitante. Il 2 ottobre 2019 vengono arrestate altre 24 persone accusate a vario titolo di associazione mafiosa, traffico di stupefacenti, trasferimento fraudolento di valori, estorsione ed emissione di fatture per operazioni inesistenti.
Il 5 novembre 2019 si conclude l'operazione Cerbero, nata da Minotauro, condotta dai Carabinieri che ha portato all'arresto di 56 persone presunti affiliati (di 64 richieste di custodia cautelare) o favoreggiatori delle locali di Volpiano e San Giusto Canavese delle 'ndrine dei Barbaro, Agresta, Assisi e Catanzariti. Sono accusati a vario titolo di traffico internazionale di droga attraverso la Spagna per l'hashish e approvvigionandosi in Brasile attraverso i porti del Nord Europa, di riciclaggio, della gestione illecite di scommesse per Eurobet e trasferimento fraudolento di valori. 
Vengono anche sequestrati 80 chili di droga.
Il 27 aprile 2023 il boss Pasquale Bonavota accusato di omicidio, traffico di droga e associazione mafiosa è stato arrestato a Genova dopo 5 anni di latitanza. Deve scontare l'ergastolo. Sarebbe un elemento di spicco della locale di Carmagnola.
| località             | 'ndrine | Attività illecite |
| -------------------- | --- | --- |
| Torino               | Ursino, Macrì, Aquino-Coluccio, Belfiore, Lo Presti-Ursino, Mazzaferro, Crea-Simonetti, Ruga, Cua-Ietto-Pipicella, Commisso, Cordì | Traffico di droga (Operazione Cerbero del 2019) |
| Bardonecchia         | Mazzaferro, Lo Presti-Ursino | edilizia, infiltrazione negli appalti pubblici e nella ristorazione, usura, estorsioni                                                                   |
| Borgaro              | Aquino-Coluccio | |
| Carmagnola           | Bonavota | traffico di droga, fatture false, pizzo (Operazione Carminus del 2019)                                                                                   |
| Chivasso             | Ilacqua, Santaiti, Belfiore, Mazzaferro, Lo Presti-Ursino, Serraino, Pesce-Bellocco                                                | |
| Cuorgnè              | Bruzzese, Callà, Ursino, Scali, Casile-Rodà                                                                                        | |
| Ivrea                | | Estorsioni |
| Leini                | | Infiltrazione negli appalti pubblici |
| Moncalieri           | Ursino, Belfiore, Aquino-Coluccio, Bonavota                                                                                        | estorsione, pizzo (Operazione Minotauro del 2011 e operazione Carminus del 2019)                                                                         |
| Nichelino            | Belfiore, Bonavota | traffico di droga (Operazione Hunters del 2015) |
| Orbassano            | Ursino, Albanese-Raso, Pronestì, Franzè                                                                                            | |
| Rivarolo Canavese    | | Infiltrazioni negli appalti pubblici (2012) |
| Rivoli               | Romeo, Belfiore | |
| Salassa              | | |
| San Mauro Torinese   | Crea-Simonetti, Lo Presti-Ursino                                                                                                   | edilizia, infiltrazione negli appalti pubblici e nella ristorazione, usura, estorsioni, traffico di armi                                                 |
| San Sebastiano da Po | Belfiore | |
| San Giusto Canavese  | Cirella, Ursino-Scali, Raso-Gullace-Albanese, Spagnolo-Varacalli                                                                   | Usura, traffico di droga (Operazione Cerbero del 2019)                                                                                                   |
| Settimo Torinese     | Assisi, Agresta, | riciclaggio (Operazione Cerbero del 2019), commercializzazione caffè (Operazione Cerbero del 2019), slot machine taroccate (Operazione Cerbero del 2019) |
| Susa                 | Lo Presti-Ursino, Mazzaferro | edilizia, infiltrazione negli appalti pubblici e nella ristorazione, usura, estorsioni, traffico di armi                                                 |
| Oulx                 | Lo Presti-Ursino, Mazzaferro | edilizia, infiltrazione negli appalti pubblici e nella ristorazione, usura, estorsioni, traffico di armi                                                 |
| Volpiano             | Barbaro, Trimboli-Marando-Agresta                                                                                                  | traffico di droga (Operazione Cerbero del 2019), gioco d'azzardo illecito, omicidio, riciclaggio (Operazione Cerbero del 2019)                           |

### Provincia di Alessandria
L' operazione Chiosco Grigio. del GICO della Guardia di Finanza, del febbraio 2009, prende il nome dal luogo in cui alcuni degli indagati si davano appuntamento per spartirsi i proventi del traffico di cocaina del Nord Italia: il luogo era Alessandria e il colore grigio ha origine dai colori sociali della squadra di calcio della città. Nell'operazione Maglio del 2011 viene documentato un rito di affiliazione alla dote di santa nell'abitazione di un consigliere comunale di Alessandria. Dalle indagini emerge come i criminali stessero riflettendo sulla creazione di un nuovo locale minore ad Alba (CN), perché ritenuto troppo distante dal locale maggiore di Bosco Marengo, vicino a Novi Ligure. Nel 2015 tutti gli imputati di Maglio-Albachiara vengono condannati in via definitiva per 416bis con sentenza di condanna confermata in Cassazione. Nel 2016 si viene a conoscenza della presunta intromissione delle 'ndrine di Cittanova dei Gullace-Raso-Albanese e Parrello-Gagliostro negli appalti del Terzo Valico per la costruzione della linea ad alta velocità Genova-Tortona-Milano.
| località      | 'ndrine                                                          | Attività illecite               |
| ------------- | ---------------------------------------------------------------- | ------------------------------- |
| Alessandria   | Bellocco, Mancuso-Pesce-Piromalli, Trimboli, Cua-Ietto-Pipicella | Traffico di droga               |
| Bosco Marengo | Raso-Gullace-Albanese, Maiolo                                    |                                 |
| Novi Ligure   | Raso-Gullace-Albanese                                            | Turbativa d'asta                |
| Tortona       | Facchineri                                                       | Estorsione, traffico di rifiuti |

### Provincia di Asti
Il 3 maggio 2018 si conclude l'operazione Barbarossa del Nucleo Investigativo del Comando Provinciale Carabinieri di Asti, in cui viene svelata l'esistenza di una struttura periferica della 'ndrangheta, denominata locale, con influenza nel territorio di Asti ed Alba, formata dalle famiglie Catarisano, Emma e Stambè. Ai vertici dell'organizzazione si colloca Rocco Zangrà, quale punto di riferimento per la 'ndrangheta del vibonese e del reggino in Calabria. Sono accusati di estorsione, associazione mafiosa, traffico di droga e armi. 
Infiltrazioni anche nell'Asti Calcio.
| località           | 'ndrine                          | Attività illecite |
| ------------------ | -------------------------------- | --- |
| Asti               | Catarisano-Stambè-Emma, Belfiore | estorsioni, traffico di droga e armi |
| Costigliole d'Asti | Catarisano-Stambè-Emma, Belfiore | In questa area sarebbero attivi nel traffico di droga e nelle estorsioni nonché nelle infiltrazioni nelle società di calcio: Asti Calcio, Pro Asti Sandamianese, Costigliole Calcio e Motta Piccola California, sono stati segnalati casi di omicidio e tentato omidicio. |
| Casalborgone       | Belfiore                         | |

### Provincia di Biella
L'ultima operazione Alto Piemonte conclusasi a luglio 2016 che ha portato all'arresto di oltre 40 persone di cui 6 nel biellese, e col processo in corso iniziato a dicembre 2017 registrerebbe la presenza della 'ndrangheta del locale di Santhià in provincia di Vercelli colta a compiere estorsioni nei locali notturni del comune di Dorzano. 
A dicembre 2017 comincia il primo processo sulla 'ndrangheta del biellese, ovvero la 'ndrina dei Raso accusata di essersi infiltrata nell'economia del Basso Biellese, del Vercellese e del Novarese. Parte civile sono il comune di Santhià e la regione Piemonte.
Il 21 febbraio 2018 vengono trovate delle armi da guerra di origine croata (mitragliatori ed esplosivo) in un'abitazione a Porlezza, in cui hanno abitato, prima di essere arrestati, componenti dei Raso.
Cosimo Di Mauro, condannato nel processo Alto Piemonte e oggi collaboratore di giustizia a maggio 2018 confessa che gli avevano ordinato di gambizzare il magistrato Ernesto Napolillo, allora sostituto procuratore a Biella.
| località | 'ndrine                                                                           | Attività illecite                                                              |
| -------- | --------------------------------------------------------------------------------- | ------------------------------------------------------------------------------ |
| Biella   | Belcastro, D'Agostino, Romanello, Papalia, Polifroni, Trimboli, Varacalli, Ursino |                                                                                |
| Dorzano  | Raso-Gullace-Albanese del locale di Santhià                                       | Estorsioni in locali notturni e ristoranti (Operazione Alto Piemonte del 2016) |

### Provincia di Cuneo
(Intercettazione nell'operazione Barbarossa del 2018 tra un affiliato agli Strambè e Bruno Agostino)

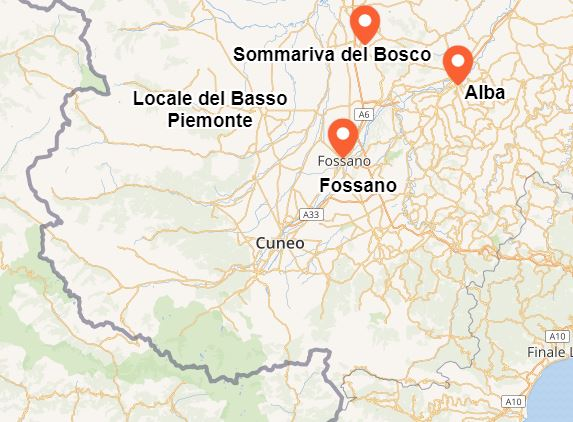
'ndrangheta In Provincia di Cuneo 2017

Già dall'operazione Crimine conclusasi nel 2010 si viene a conoscenza della richiesta da parte Rocco Zangrà e Michele Gariuolo che chiedevano l'autorizzazione a Domenico Oppedisano di aprire un locale di 'ndrangheta ad Alba e distaccarsi da quello con a capo Rocco Pronestì. Sempre da quelle intercettazioni sembrava che i paesi coinvolti fossero anche: Asti, Bosco Marengo, Novi Ligure e Sommariva del Bosco.
Nel 2011 con l'operazione Maglio viene scoperta la locale del Basso Piemonte con a capo Bruno Francesco Pronestì di Bosco Marengo, che dominava da Novi Ligure, fino ad Alba e Sommariva del Bosco. Pronestì ora è condannato ed in carcere al 41bis con l'inchiesta Maglio 1 (Alias Alba chiara). 
Dalle intercettazioni, come confermato nel processo Maglio conclusosi nel 2015 emerge come Bruno Francesco Pronestì avesse il ruolo di capo-società e si incontrasse anche con affiliati del locale di Bordighera e il capo-locale Domenico Gangemi della Liguria e interloquisse fino al 2010 con il capo-crimine Domenico Oppedisano in Calabria. 
Sempre a Domenico Gangemi viene richiesto da parte di Rocco Zangrà e di Michele Gariuolo la richiesta di aprire un nuovo locale nell'area di Alba e che si sarebbe fatto portavoce della richiesta sia con Pronestì che alla riunione del Crimine di Polsi a San Luca.
Francesco Giarratano della 'ndrangheta di Fossano il 4 marzo 2013 viene arrestato e condannato a 21 anni di carcere per detenzione di armi da guerra e omicidio.
Il 4 marzo 2015 il processo Albachiara, scaturito dall'operazione omonima conferma l'esistenza della 'ndrangheta nel cosiddetto Basso Piemonte: Alba, Fossano e Sommariva del Bosco. La corte di cassazione conferma la sentenza dell'appello.
Il 3 maggio 2018 si conclude l'operazione Barbarossa in cui si scopre un'organizzazione 'ndranghetista operante tra l'astigiano e il cuneese, in particolare ad Alba delle famiglie Catarisano, gli Emma e gli Stambè con a capo Rocco Zangrà che faceva da riferimento per la 'ndrangheta del vibonese in Calabria col ruolo di capo-crimine del locale. Sono accusati di estorsione, associazione mafiosa, traffico di droga e armi.
Il 30 giugno 2020 si conclude l'operazione Vangelo della DDA di Torino contro presunti esponenti di 'ndrangheta della famiglia Luppino, originaria di Sant'Eufemia d'Aspromonte, grazie alla collaborazione del pentito Domenico Agresta, tra gli indagati anche 3 carabinieri, 2 poliziotti penitenziari e un dipendente comunale. 
Si sarebbero occupati di attività quali spaccio di droga, da cui si rifornivano a Milano o dalla Calabria, ed anche estorsioni e scambio di voto. Il primo luglio l'assessore alle politiche giovanili Borrelli si dimette.
L'8 novembre 2023 viene arrestato all'aeroporto di Orio al Serio a Bergamo Giuseppe Francesco Sganga, presunto affiliato alla locale di Bra condannato in primo grado per concorso esterno in associazione mafiosa, traffico di sostanze stupefacenti e ricettazione e latitante in Georgia.
| località            | 'ndrine | Attività illecite |
| ------------------- | ------- | --- |
| Alba                | Stambè  | Associazione mafiosa (Operazione Albachiara del 2013), traffico di droga, armi, estorsione (Operazione Barbarossa del 2018) |
| Bra                 | Luppino | Voto di scambio, estorsione, rapina, spaccio di droga (Operazione Vangelo del 2020)                                         |
| Fossano             |         | Al 2010, secondo le intercettazioni dell'operazione Crimine dipendevano direttamente dalla Calabria.                        |
| Sommariva del Bosco |         | |

### Provincia di Vercelli

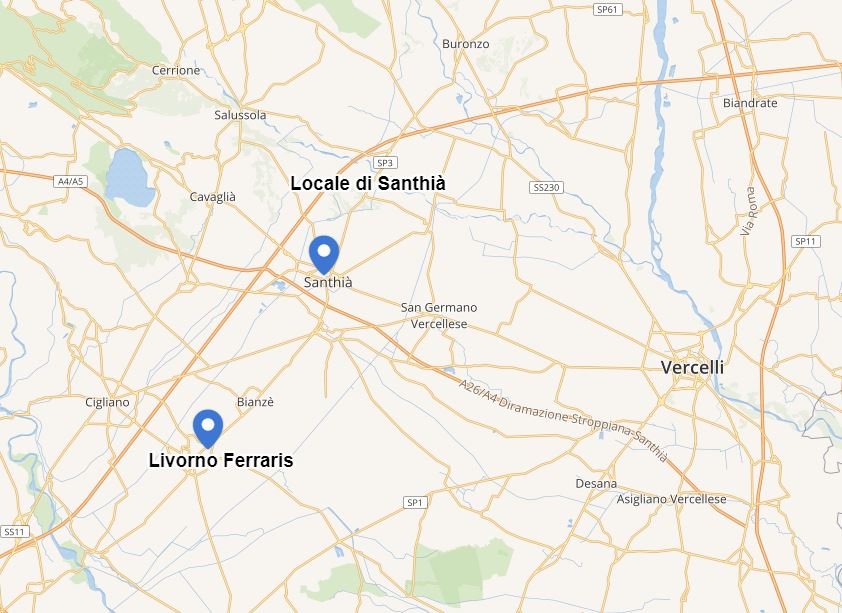
'ndrangheta In Provincia di Vercelli 2017

Con l'operazione e successivo processo Minotauro (2011) viene scoperto il locale di Livorno Ferraris con a capo Pasquale Maiolo, confermato anche dalla sentenza della corte di cassazione nel processo Colpo di Coda di giugno 2017, mentre nel 2016 emerge la presunta esistenza del locale di Santhià.
| località         | 'ndrine                                | Attività illecite |
| ---------------- | -------------------------------------- | ----------------- |
| Crescentino      | Aquino-Coluccio                        |                   |
| Livorno Ferraris | Cavallaro, Maiolo, Aquino-Coluccio se  |                   |
| Santhià          | Raso-Gullace-Albanese, Aquino-Coluccio | Estorsione        |

## Cultura di massa
- Irpimedia ad agosto 2021 pubblica il terzo episodio della sua prima serie di Podcast Archivi criminali: La faida di ‘ndrangheta che ha insanguinato il Piemonte[171]